# 1844年6月16日日食
1844年6月16日日食为一次在协调世界时1844年6月16日出現的日偏食。該次日食食分為0.7778。

## 概述
這次日食的食分是0.7778。

## 基本參數
- 類型：日偏食
- 食甚資料：
  - 日期：1844年6月16日
  - 時間：0時13分22秒
  - 地點：66S 168E
  - 食分：0.7778

## 外部連結
- NASA日食專頁（页面存档备份，存于）（英文）